# Leuctra kopetdaghi
Leuctra kopetdaghi är en bäcksländeart som beskrevs av Zhiltzova 1972. Leuctra kopetdaghi ingår i släktet Leuctra och familjen smalbäcksländor. Inga underarter finns listade i Catalogue of Life.